# Visconde de Cedofeita
Visconde de Cedofeita é um título nobiliárquico criado por D. Luís I de Portugal, por Decreto de 15 e Carta de 19 de Julho de 1869, em favor de Henrique Coelho de Sousa, depois 1.º Conde de Cedofeita.
Titulares
1. Henrique Coelho de Sousa, 1.º Visconde e 1.º Conde de Cedofeita.